# James Avati
Pour les articles homonymes, voir Avati.
James Avati, né le 14 décembre 1912 à Bloomfield (New Jersey) et mort le 27 février 2005 à Petaluma (Californie), est un peintre et illustrateur américain. 

## Biographie
James Avati nait à Bloomfield en 1912. Il étudie à l'Université de Princeton.
Il est connu pour ses illustrations de couvertures de romans chez Signet Books et Avon Publications.
Une exposition lui a été consacrée au Musée municipal de Helmond (Pays-Bas) en octobre 2005 intitulé King of Paperbacks.

## Illustrations
Auteurs
- Erle Stanley Gardner, William Faulkner, Erskine Caldwell, J. D. Salinger, James A. Michener, Richard Wright, Tennessee Williams, James T. Farrell, Theodora Keogh ou Norah Lofts.